# Самі Ель-Шешині
Самі Ель-Шешині (араб. سامي الشيشيني, нар. 23 січня 1972) — єгипетський футболіст, що грав на позиції захисника.
Виступав за клуби «Замалек» та, а також національну збірну Єгипту. У складі збірної — володар Кубка африканських націй.

## Клубна кар'єра
У дорослому футболі дебютував 1991 року виступами за команду «Замалек», в якій провів десять сезонів. Разом із «Замалеком» він виграв три чемпіонати Єгипту в сезонах 1991/92, 1992/93 та 2000/01 та Кубок Єгипту 1998/99. Втім найбільших успіхів здобув на міжнародній арені, вигравши африканську Лігу чемпіонів (1993, 1996), Кубок володарів кубків КАФ (2000), Суперкубок Африки (1994, 1997) та Афро-азійський клубний чемпіонат (1997).
Завершив ігрову кар'єру у кувейтській команді «Аль-Кувейт», за яку виступав протягом 2001—2002 років.

## Виступи за збірні
1991 року залучався до складу молодіжної збірної Єгипту, з якою брав участь у молодіжному чемпіонаті світу 1991 року в Португалії. На ньому Самі провів три матчі і забив 1 гол у грі із тринідадцями (6:0), але його команда не вийшла з групи.
1992 року захищав кольори олімпійської збірної Єгипту на літніх Олімпійських іграх 1992 року в Барселоні, де зіграв у двох матчах, але і цього разу його команда не подолала груповий етап.
1992 року дебютував в офіційних матчах у складі національної збірної Єгипту. У складі збірної був учасником Кубка африканських націй 1998 року у Буркіна Фасо, здобувши того року титул континентального чемпіона. Ель-Шешині зіграв на ньому у трьох матчах: проти Замбії (4:0) та Марокко (0:1) на груповому етапі та чвертьфінал з Кот-д'Івуаром (0:0, пен. 5: 4). Всього протягом кар'єри у національній команді, яка тривала 8 років, провів у її формі 15 матчів.

## Титули і досягнення
| «Замалек» \| - Чемпіонат Єгипту (3) : - Чемпіон : 1991-92, 1992-93 2000-01 - Кубок Єгипту (1) : - Володар : 1998-99. - Фіналіст : 1991-92. - Суперкубок Єгипту (1) : - Володар : 2001. \| \| - Ліга чемпіонів КАФ (2) : - Володар : 1993, 1996. - Фіналіст : 1994. - Кубок володарів кубків КАФ (1) : - Володар : 2000. - Суперкубок КАФ (2) : - Володар : 1993, 1996. - Афро-азійський клубний чемпіонат (1) : - Володар : 1997. \| | Єгипет - Кубок африканських націй (1) : - Володар : 1998 - Кубок арабських націй (1) : - Володар : 1992 - Чемпіонат Африки (U-21) (1) : - Чемпіон: 1991 | |
| - Чемпіонат Єгипту (3) : - Чемпіон : 1991-92, 1992-93 2000-01 - Кубок Єгипту (1) : - Володар : 1998-99. - Фіналіст : 1991-92. - Суперкубок Єгипту (1) : - Володар : 2001. | | - Ліга чемпіонів КАФ (2) : - Володар : 1993, 1996. - Фіналіст : 1994. - Кубок володарів кубків КАФ (1) : - Володар : 2000. - Суперкубок КАФ (2) : - Володар : 1993, 1996. - Афро-азійський клубний чемпіонат (1) : - Володар : 1997. |